# ワッチミー!TV
ワッチミー!TV（watch me! tv）は、フジテレビが2006年5月17日に設立したフジテレビラボによって運営されていた無料の動画共有サイト。2006年7月13日にベータサービスを開始した。サービス内容はYouTubeに似ているが、アップロードした動画は内容がチェックされ、著作権法違反になるコンテンツや不適切なコンテンツは配信されないようになっていた。2018年3月31日をもってサービス終了。

## 企画

### 投稿コンテスト
- フジテレビ短編アニメ大賞[リンク切れ]
  - 短編アニメーションコンテスト
  - アニメの未来を担うフレッシュな才能との出会いを目的として企画。

- 第3回高校生メディアコンテンツグランプリ[リンク切れ]
  - 高校生対象の映像コンテスト
  - アーティスト・川嶋あいさんの発展途上国に学校を設立するボランティア活動の趣旨を踏まえ、学校がどのようなところか知らない子どもたちに、映像を使って"学校の素晴らしさ"を伝えることを目的とした東京工科大学主催のコンテスト。

- LOTTE Fit'sダンススタジオinお台場合衆国
  - 2009年7月1日から8月31日に行われるお台場合衆国会場にFit'sダンススタジオをオープンしてFit'sのCMソングに合わせて、踊った様子を撮影クルーが撮影してWebサイトに公開（既にWebでの公開は終了済み）。

### 編集部企画
- 都並敏史のサッカー解説　極（きわみ）[リンク切れ]
  - 現役時代は「炎の左サイドバック」の異名をもつ都並敏史がサッカー専門書・指導書には載っていない、元日本代表ならではの技術・戦術・間合いや駆け引き等のポイントを網羅。

- 超人発掘列伝[リンク切れ]
  - 驚異のパフォーマンスを繰り出す超人達が大集合。超人たちの超絶テクニックの動画をとくとご覧あれ。

### オフィシャルユーザー
- パラダイス山元のマンボな奴を探せ[リンク切れ]
  - フジテレビ伝説の深夜番組「ラテン専科」のパラダイス山元が、マンを持してワッチミー!TVに登場。

### Powered by ワッチミー!TV
- 動画投稿!すぱにゅ～クリップ[リンク切れ]
  - 身の回りで起きたこと、衝撃映像、決定的瞬間を撮影して投稿。番組スタッフがこれはと思った映像はFNNスーパーニュースで採用。

## ワッチミー!TV×TV（BS番組）
ワッチミー!TV×TV（ワッチミー　ティービー・ティービー）は、BSフジで2006年7月から放送されている情報番組。
かつてのメインキャスターはマリエ、テリー伊藤など。2010年3月までは、若者たちの流行やファッションを徹底リサーチし、今後ブレイクするかもしれない人物や商品を先取りするエンタメ系情報番組。webの『ワッチミー!TV』と連動して番組を展開していた。
マリエが降板した2010年4月からおよそ2年間は、バラエティ色が濃かったそれまでの内容から一変。少し硬派な内容のものが放送されるようになっていた（後述）。
2012年4月以降は、特に進行役を置かず、ワッチミー!TVにアップロードされたさまざまなコンテンツを紹介する内容の番組となっている。
2016年3月26日に放送が終了した。

### 2010年3月までの主なコーナー
マリエ降板時点
- 『アタマネタ★』
若い女性が夢中になる最新トレンドとは?ファッション、メイク、恋愛、仕事…旬なテーマを元にスタジオ徹底トーク。

- 『ネッ得情報局』
クチコミなどで広がりつつある、国内外の最新インターネットサイトをピックアップする。アート、ゲーム、占いなど。

- 『教えて!マリエ』
恋愛、人間関係、仕事…悩みをマリエに生・電話相談するコーナー。

- 『今週の一品』
あらゆるジャンルの商品を紹介。お店・商品の取材の他、実際にスタジオで手に取り、出演者が徹底トークする。

- 『サキドリ』
ファッション業界・アイテムなどをキーマンになるゲストを招いて、徹底サキドリ分析する。人気ブランドにスポットを当て紹介。

- 『トクしゅー★』
ブレイク寸前の話題のお店、商品、新人アーティストなどを紹介。お店・商品の取材の他、実際にスタジオで手に取り、出演者が徹底トーク。

過去のコーナー
2008年4月、2008年10月にそれぞれ番組内容をリニューアル。2007年10月-2008年4月までは毎週月曜-木曜の9:15からの15分番組として放送されていたが、2008年10月からは毎週日曜深夜24:30からの75分番組となった。
- watch me! MARIE
- watch me! 笑劇場（毎週月曜日更新）
毎回3組のお笑い芸人が登場し、自慢のネタを披露する。マリエの独断と偏見による「MARIE賞」が1組に送られる。
- ガールズ!マリエ塾（毎週火曜日更新）
ミスキャンパス達がマリエ塾に通い繰り広げられる「恋愛」トーク。彼女たちのプライベートも「おまけ」で見られる。
- watch me! すごい人（毎週水曜日更新）
「すごい人」が二組登場し、すご技を見せるコーナー。サイトでは「MARIE賞」を受賞した「すごい人」の、OAでは見られない秘蔵映像を公開している。
- watch me! TOPICS
ワッチミーナ準グランプリの落合はる菜と池田美帆が進行。サイトに投稿された動画の中から面白いものを厳選して放送するなど、ワッチミーTVの主な話題をダイジェストで紹介する。
- 9nineのwatch me! meet-me!（毎週木曜日更新）
マリエの事務所（レプロエンタテインメント）の後輩ガールズユニット9nineのメンバーが毎週週代わりで担当。東京の街を再現した3D仮想空間「meet-me」を実際に体験しながら紹介する。
- 瑞季のワッチミーナ ミテミーナ（毎週金曜日更新）
3代目ワッチミーナの山野瑞季がロケに出て街をリポート。リサーチ、ロケ、カメラに至るまで基本的に山野が一人で行う。

### 2010年4月以降の番組内容
これから紹介する企画は、2012年7月現在でもアーカイブ動画として、ワッチミー!TVで閲覧可能なものである。
- 12人の怒れる才色兼備（2010年4月 - 11月）
4代目ワッチミーナの鷲尾春果が進行役を務め、鷲尾と12人の女子大学生がさまざまな事象について討論する企画。
- ワッチミー!テリー塾（2009年9月 - 2011年4月）
テリー伊藤と鷲尾春果の進行により、日本各地の魅力向上の手助けを行う企画。
- 社長密着24時（2010年7月 - 2012年4月）
長らく不況が続く現在の日本で奮闘する、「社長」に密着する企画。

### 放送時間
- 2006年7月 - 2007年9月…（調査中）
- 2007年10月 - 2008年4月…毎週月 - 木曜 9:15～9:30
- 2008年4月 - 9月…毎週火曜 22:30～22:55
- 2008年10月 - 2009年7月…毎週日曜深夜（月曜未明） 0:30～1:45
- 2009年8月 - 9月…毎週日曜深夜（月曜未明） 0:30〜1:30
- 2009年10月 - 12月…毎週日曜深夜（月曜未明） 0:15〜1:15
- 2010年1月 - 3月…毎週日曜深夜（月曜未明） 0:15〜0:45
- 2010年4月 - 10月3日…毎週日曜深夜（月曜未明） 0:00〜0:30
- 2010年10月10日 - 2011年3月…毎週日曜深夜（月曜未明） 0:30～0:55
- 2011年4月以降…毎週日曜深夜（月曜未明） 1:00〜1:30（時間変動あり／以上JST）

### BS版の主要キャスト
- マリエ（ - 2010年3月）
- テリー伊藤（2009年9月 - 2011年4月）
- 木曽さんちゅう
- ワッチミーナ
  - 初代 三木絵里加（2006）
  - 2代目 杉元聖子（2007）
  - 3代目 山野瑞季（2008）
  - 4代目 鷲尾春果（2009／現時点で最後のワッチミーナ。番組には2011年4月ごろまで出演していた）
- 9nine
- 特派員
  - 橘メイ・ザ・キャット
  - 小倉星羅（広島テレビ放送入社前に出演）
  - 久野知美
  - 渡部まあみ
  - 江崎友姫
- 番組マスコットキャラクター
  - きゃえるくん